# Wolfgang Hell (Skirennläufer)
Wolfgang Hell (* 19. September 1980) ist ein ehemaliger italienischer Skirennläufer. Die stärkste Disziplin des Südtirolers war der Riesenslalom.

## Karriere
Hell feierte seine ersten internationalen Erfolge bei den Kinderskirennen Trofeo Topolino und Whistler Cup. In seiner jeweiligen Altersklasse gewann er beim Trofeo Topolino 1992 den Riesenslalom und 1993 den Slalom, während er im Whistler Cup 1993 den Slalom und 1995 den Riesenslalom sowie den Super-G für sich entschied. Er bestritt in der Saison 1995/96 seine ersten FIS-Rennen und feierte am 18. März 1999 im Riesenslalom von Sestriere seinen ersten Sieg. Eine Woche zuvor hatte er an den Juniorenweltmeisterschaften 1999 in Pra-Loup teilgenommen, kam dort aber nur als 16. in der Abfahrt ins Ziel und schied in allen anderen Wettbewerben aus. Im Europacup startete der Südtiroler erstmals im Dezember 1998, es dauerte jedoch sechs Jahre, bis er am 6. Dezember 2004 als Achter des Riesenslaloms von Valloire seine ersten Punkte gewann. Kurz darauf verletzte er sich jedoch und musste die Saison 2004/05 frühzeitig beenden.
Im Winter 2005/06 klassierte sich Hell im Riesenslalom regelmäßig in den Europacup-Punkterängen. Zu Beginn der Saison 2006/07 erlitt er aber einen Kreuzbandriss und musste erneut die restliche Saison pausieren. Nach zwei Top-10-Plätzen im Europacup in der Saison 2007/08 kam Hell am 21. Dezember 2008 im Riesenslalom von Alta Badia zu seinem Debüt im Weltcup. Er konnte sich jedoch, wie auch in seinen nächsten Weltcuprennen, nicht für den zweiten Durchgang qualifizieren. Im Europacup fuhr er am 14. Januar 2009 als Dritter des Riesenslaloms von Oberjoch erstmals auf das Podest und am 13. März 2009 feierte er im Riesenslalom von Crans-Montana seinen ersten und einzigen Europacupsieg, womit er in der Riesenslalomwertung der Saison 2008/09 den fünften Platz erreichte.
In der Saison 2009/10 war sein bestes Europacupergebnis ein fünfter Platz in St. Vigil. Im Weltcup konnte er sich am 30. Januar 2010 im Riesenslalom von Kranjska Gora zum ersten und einzigen Mal für einen zweiten Durchgang qualifizieren. Er beendete das Rennen an 27. Stelle und gewann damit seine einzigen Weltcuppunkte. Dieses Rennen war zugleich sein letztes im Weltcup. Nach der Saison 2009/10 beendete Hell seine Karriere.

## Erfolge

### Juniorenweltmeisterschaften
- Pra-Loup 1999: 16. Abfahrt

### Weltcup
- Eine Platzierung unter den besten 30

### Europacup
- Saison 2008/09: 5. Riesenslalomwertung
- Saison 2009/10: 8. Riesenslalomwertung
- 2 Podestplätze, davon 1 Sieg:

| Datum         | Ort           | Land    | Disziplin    |
| ------------- | ------------- | ------- | ------------ |
| 13. März 2009 | Crans-Montana | Schweiz | Riesenslalom |

### Weitere Erfolge
- 26 Siege in FIS-Rennen (20× Riesenslalom und 6× Slalom)